# Garden City (Texas)
Garden City es un lugar designado por el censo ubicado en el condado de Glasscock en el estado estadounidense de Texas. En el Censo de 2010 tenía una población de 334 habitantes y una densidad poblacional de 72,86 personas por km².

## Geografía
Garden City se encuentra ubicado en las coordenadas 31°52′22″N 101°29′18″O / 31.87278, -101.48833. Según la Oficina del Censo de los Estados Unidos, Garden City tiene una superficie total de 4.58 km², de la cual 4.58 km² corresponden a tierra firme y (0.06%) 0 km² es agua.

## Demografía
Según el censo de 2010, había 334 personas residiendo en Garden City. La densidad de población era de 72,86 hab./km². De los 334 habitantes, Garden City estaba compuesto por el 88.92% blancos, el 0.3% eran afroamericanos, el 0.6% eran amerindios, el 0% eran asiáticos, el 0% eran isleños del Pacífico, el 8.38% eran de otras razas y el 1.8% pertenecían a dos o más razas. Del total de la población el 35.63% eran hispanos o latinos de cualquier raza.